# Музичка продукција Радио-телевизије Србије
| Музичка продукција РТС |                               |
|                        |                               |
|                        |                               |
| Врста:                 | Државна установа              |
| Основана:              | 1963.                         |
| Седиште:               | Таковска 10 · Београд Србија  |
| Извршни директор:      | Драгослав Фреди Станисављевић |
| Веб презентација       | http://mp.rts.rs/             |

Музичка продукција РТС проистекла је из Музичке редакције Радио Београда, након што се увећањем програма Радио Београда и оснивањем Телевизије Београд, повећала програмска потреба за бројним музичким садржајима и осамостаљивањем Музичке продукције.

## Историја
Музичка продукција РТС проистекла је из Музичке редакције Радио Београда, која је у периоду између Првог и Другог светског рата, била иницијатор оснивања првих ансамбала (који су уживо учествовали у програму и били носиоци музичких садржаја):
- 1935. Народног оркестра РБ,
- 1937. Симфонијског оркестра РБ
- 1939. Хор РБ.

По завршетку Другог светског рата Радио Београд је постао најзначајна државна институција која је под својим кровом поред већ постојећих ансамбала основала и нове ансамбле као претходницу Музичка продукција РТС:
- 1947. Дечји хор,
- 1948. Забавни оркестар РБ,
- 1954. Биг Бенд РБ,
- 1963. Хор „Колибри“

Када је почетка друге половине 20. века дошло до повећања програмских потреба за музичким садржајима, указала се и потреба да се из Музичке редакције Радио Београда оснује Музичке продукције која је требала да својим радом да обезбеди адекватним музичким садржајима неколико новоснованих програма радија и новоосноване телевизије.
Музичке редакције Радио Београда основана је 1963. године а у њен састав ушли су сви ансамбли који су својим деловањем од 1935. године дали посебан печат различитим програмским садржајима државног медија Републике Србије.
Након оснивања Музичке редакције Радио Београда, као последњи и најмлађи ансамбл основан је 1981. године  Народни ансамбл РТС (као ансамбл солиста) са циљем да одговори на бројне програмске захтева као што су  учешће у радио и телевизијским емисијама, студијска снимања, јавна снимања, директни преноси и концерти.

## Ансамбли

### Симфонијски оркестар РТС
Симфонијски оркестар РТС који је основан 1937. године, у оквиру Радио Београда, најрепрезентативнијих оркестарских ансамбала у Србији. Основан је са циљем  афирмише и негује  националну музичку баштине, али и популариђе и капиталних дела светске литературе. У Звучном архиву Радио Београда трајно је архивирано више стотина снимака Симфонијског оркестра РТС, од којих су многи објављени на неколико десетина носача звука.
Шеф диригент Симфонијског оркестра РТС је Бојан Суђић

### Хор РТС
Хор Радио-телевизије Србије основан је 1939. године у оквиру Радио Београда. Први шеф-диригент, Милан Бајшански, усмерио је програмску стратегију у правцу афирмисања домаће музичке баштине, као и значајних остварења светске хорске литературе и вокално-инструменталних дела.
Шеф диригент Хора РТС је Бојан Суђић

### Биг Бенд РТС
Биг Бенд РТС једини је професионални џез ансамбл у Србији у овом облуку. Основан је 1948. године. На његовом челу су били еминентни диригенти  композитори  и аранжери који, као што су Младен Боби Гутеша, Војислав Бубиша Симић, Звонимир Скерл, Душко Гојковић, Стјепко Гут и други.

### Народни оркестар РТС
Народни оркестар Радио-телевизије Србије најстарији је народни оркестар у Србији као и у државама у окружењу. Оркестар је за собом оставио велики број трајних снимака народних песама и игара, који се чувају у Звучном архиву РТС-а.
На његовом челу се налази  Влада Пановић, солиста на хармоници.

### Дечји хор РТС
Дечији хор РТС основан је 1947. године на иницијативу Љубомира Коцића који је био и његов први диригент. Поред концертне активности, Дечји хор снима за потребе Радио-телевизије Србије. Наступао је на свим значајним фестивалима у Југославији и Србији, а остварио је и успешне турнеје по Европи.
У Звучном архиву Радио Београда трајно је архивирано више стотина снимака, а многи од њих су објављени. Ансамбл континуирано баштини трајне снимке домаће и светске хорске литерауре.

### Хор „Колибри” РТС
Дечји хор „Колибри“ је основан 1963. године. Оснивач и диригент овог најмлађег ансамбла у оквиру Музичке продукције РТС била је Милица Манојловић, која је хор водила све до своје смрти 18. јануара 2008. године. Милица Манојловић је за 44 године рада створила један од најбољих дечјих хорова у свету.
Колибри је јединствени дечји хор препознатљиве културе певања, допадљиве интерпретације и високо професионалног односа према музицирању гајеном у осмишљеној љубави према музици, активном примању музике чију поруку јединственим задовољством преноси на слушаоце. Став при певању, дисање, осмишљавање интерпретације, разумевање текста, био он на српском или не, ставља се у функцију музичког израза.

### Народни ансамбл РТС
Народни ансамбл Радио Телевизије Србије основан је 1980. године након поделе Великог народног оркестра Радио Телевизије Србије у следећем саставу: Божидар (Боки) Милошевић (кларинет), Бранимир Ђокић (хармоника), Александар (Аца) Шишић (виолина), Бора Дугић (фрула), Миша Блам (контрабас). Први уметнички руководилац био је Боки Милошевић, да би то већ 1981. године постао Бранимир Ђокић.
Данас се на његовом челу налази Синиша Вићентијевић, који је раније био друга хармоника Бранимира Ђокића.

## Менаџмент
Када се Музичка продукција РТС  окренута менаџменту као модерном облику планирања, организовања и управљања, она је била приморана да на руководећа места доведе способне и образоване људе који су поред  уметничких референци морали да  имају искуства и у области менаџмента. До сада су на функцији Извршног директора  Музичка продукција РТС били:
- од  2014. до 2021. - Бојан Суђић, водеће диригентско име у српској музици“, шеф-диригент Симфонијског оркестра и Хора Радио-телевизије Србије, једно време редовни професор и шеф-диригент Симфонијског оркестра Факултета музичке уметности у Београду.[7]
- од 2021.- Драгослав Фреди Станисављевић, који је од 2019. до 2021. године обављао дужности Одговорни музички уредник Музичке продукције РТС и музички директор Биг Бенда РТС.[8]